# Gay & Terry Woods
Gay & Terry Woods waren ein irisches Folkrockduo, das unter diesem Namen von 1974 bis 1978 bestand.

## Geschichte
Gabriel „Gay“ Corcoran (geb. 1948) und Terry Woods (geb. 1947) wuchsen als Nachbarn in Dublin auf. Ab 1963 musizierten sie gemeinsam und heirateten 1968. Das erste Album, auf dem beide erschienen, war Hark! The Village Wait der britischen Folkrockband Steeleye Span. Nach dem Ausscheiden aus der Gruppe gründeten sie die Woods Band, auf deren gleichnamigem ersten Album sie ebenfalls gemeinsam vertreten waren.
Als Gay & Terry Woods traten die beiden ab 1974 auf. 1975 brachten sie das Album Backwoods heraus, bis 1978 folgten drei weitere Alben und eine Single. Beide zeichneten für Gesang und Konzertina, Terry zudem für Mandola, Gitarren und E-Bass. Gay spielte Autoharp, Dulcimer und Bodhrán. 1979 trennte sich das Paar, 1980 wurde die Ehe geschieden. Nachträglich erschienen 1995 ein Livealbum und 2002 ein Sampler.

## Alben

### Steeleye Span
- 1970: Hark! The Village Wait

### The Woods Band
- 1971: The Woods Band

### Gay & Terry Woods
- 1975: Backwoods
- 1976: The Time is Right
- 1976: Renowned
- 1978: Tender Hooks
- 1995: Live
- 2003: Lake Songs from Red Waters (The Very Best of Gay and Terry Woods)